# Мальдонадо-и-Давалос, Мариано
Мариано Мигель Мальдонадо-и-Давалос (исп. Mariano Miguel Maldonado y Dávalos; 18 декабря 1851, Мадрид, Испания — 10 августа 1921, Сан-Себастьян, там же) — испанский государственный деятель и дипломат. Потомственный аристократ, 6-й маркиз де ла Скала (1852—1902) и 7-й граф де Вильягонсало (1852—1921). Член Конгресса депутатов (1884—1886) и Сената (1887—1921) Генеральных кортесов Испании. Также был послом Королевства Испания в Российской империи (1892—1899). Кавалер Большого креста ордена Карлоса III и Большого креста ордена Святого Александра Невского, а также других орденов.

## Биография
Мариано Мигель Мальдонадо-и-Давалос родился 18 декабря 1851 года в Мадриде в семье Мигеля Хосе Мальдонадо-Мальдонадо (1792—1852), 6-го графа де Вильягонсало и 5-го маркиза де ла Скала, и его жены Марии Пурификасьон Андреа Давалос-Портильо (1824—1856). Первый брак отца с Бруной Мускис Угарте (1794—1841), 3-й графиней Гауса, был бездетным. Первенец в семье и старший брат Мариано — Федерико Мальдонадо (1847—1851), скончался в детстве.
17 марта 1852 года, после смерти своего отца, наследовал его титулы, став 7-м графом де Вильягонсало и 6-м маркизом де ла Скала (последний титул является почётным и наследуется первенцем семьи Вильягонсало). Мать же снова вышла замуж — её вторым мужем стал Луис Хоакин де Карвахаль де Керальт (1820—1868), 3-й граф де ла Унион, ставший опекуном Мариано. У них была дочь — Мария Луиза де Карвахаль Давалос (1853—1947), 10-я графиня дель Пуэрто, 4-я герцогиня Сан-Карлос, 8-я графиня де Кастильехо, 4-я графиня де ла Унион.
23 ноября 1878 года в Мадриде женился на Фернанде де Салаберт-и-Артеага (1859—1945), 9-й маркизе де Вальдеольмос. У них было трое детей:
- Фернандо Мальдонадо-Салаберт (р. 1880), будущий 8-й граф де Вильягонсало и 7-й маркиз де ла Скала.
- Мария Луиза Мальдонадо-Салаберт (р. 1887).
- Андрес Мальдонадо-Салаберт (р. 1890).

С 24 мая 1884 года по 8 марта 1886 года был членом Конгресса депутатов Кортесов от избирательного округа Саламанка по району Пеньяранда-де-Бракамонте. С 8 декабря 1887 года и до самой смерти состоял в членах Сената согласно исконному праву.
21 августа 1892 года назначен на пост полномочного министра первого класса в Санкт-Петербурге (Российская империя), и 18 ноября того же года вступил в должность. 2 мая 1896 года переназначен на новоучреждённый пост посла в Санкт-Петербурге и занимал эту должность до 18 февраля 1899 года. Его предшественником был Хосе Мария Бернальдо де Кирос, маркиз де Кампо Саградо, а преемником — Хуан Жордан де Уррьес, маркиз де Аербе. Во время пребывания Мальдонадо-и-Давалоса в должности значительно сократилось финансирование дипломатической миссии. На тот период выдалась испано-американская война, в связи с чем он активно отправлял в Испанию донесения с выражением позиции России касательно конфликта, а также впечатлениями от встреч с Николаем II и членами царского правительства. В 1893 году Мальдонадо-и-Давалос возложил на российского императора знаки ордена Золотого руна, пожалованные ему испанской королевой.
Впоследствии служил в чрезвычайной миссии в Королевстве Италия.
Мариано Мигель Мальдонадо-и-Давалос скончался 10 августа 1921 года в Сан-Себастьяне. Титул наследовал его старший сын Фернандо. Вдова Фернанда снова вышла замуж — её вторым мужем стал Хулио Кесада-Каньявераль-и-Пьедрола, 6-й граф Беналуа и 1-й герцог Сан-Педро де Галатино; детей у них не было.

## Награды
Испанские:
- Орден Карлоса III степени кавалера Большого креста (10 декабря 1890 года)[25][26].

Иностранные:
- Императорский австрийский орден Франца Иосифа степени кавалера Большого креста (Австро-Венгерская империя, 1888 год)[25][27].
- Орден Святого Александра Невского степени кавалера Большого креста (Российская империя, 23 марта 1899 года)[25][28].
- Орден Святых Маврикия и Лазаря степени кавалера Большого креста (Королевство Италия, 1901 год)[25][1].